# Бригита Буковец
Бригита Буковец (Љубљана, 21. мај 1970) је бивша словеначка атлетичарка, специјалиста за трчање са препонама. Такмичила се у дисциплинама 100, 60 и 50 метара са препонама. Била је члан АК Олимпија из Љубљане, тренер јој је био Јуре Кастелиц.
Била је члан олимпијске репрезентације Словеније, која је први пут као самостална држава учествовала на Олимпијским играма 1992. у Барселони, али није постигла запаженији резултат. На следећим Олимпијским играма 1996. године у Атланта носила је заставу Словеније на свечаном отварању игара, а у такмичењу је постигла свој највећи успех, када је освојила сребрну медаљу на 100 метара са препонама, поставивши национални рекорд трчећи испод 13 секунди 12,59. Боља од ње била је Швеђанка Људмила Енквист. Ова медаља је била прва женска медаља за словеначки олимпијски спорт у његовој историји. Била је и првакиња медитерана на играма у Лангдок-Русијону 1993. године.
Бригита Буковец још увек држи словеначке националне рекорде на 100 метара са препонама (12,59), 60 метара са препонама (7,78) и 50 метара са препонама (6,70).
Због успешне каријере и освојених медаља пет пута је проглашавана за најбољу спортисткињу Словеније 1993, 1995, 1996, 1997, 1998. године. Године 1995. добила је и Блоудекову награду, највише државно признање Републике Словеније за успехе на подручју спорта.
По завршетку каријере Бригита Буковец је основала Атлетску школу Бригита Буковец и истоимени атлетски клуб.

## Значајнији резултати у каријери
| Год.                  | Такмичење                       | Место                      | Пласман | Дисциплина    | Резултат |
| --------------------- | ------------------------------- | -------------------------- | ------- | ------------- | -------- |
| 1992                  | Олимпијске игре                 | Барселона, Шпанија         | 16      | 100 м препоне | 13,68    |
| Представник Словенија |                                 |                            |         |               |          |
| 1993                  | Медитеранске игре               | Лангдок-Русијон, Француска | 1       | 100 м препоне |          |
| 1994                  | Европско првенство у дворани    | Париз, Француска           | 4       | 60 м препоне  |          |
| 1995                  | Светско првенство у дворани     | Барселона, Шпанија         | 3       | 60 м препоне  | 7,93     |
| 1996                  | Европско првенство у дворани    | Стокхолм, Шведска          | 2       | 60 м препоне  | 7,90     |
|                       | Олимпијске игре                 | Атланта, САД               | 2       | 100 м препоне | 12,59 НР |
| 1997                  | Светско првенство на отвореном  | Атина, Грчка               | 4       | 100 м препоне | 12,69    |
|                       | Медитеранске игре               | Бари, Италија              | 2       | 100 м препоне | 13,01    |
| 1998                  | Европско првенство на отвореном | Будимпешта, Мађарска       | 2       | 100 м препоне | 12,65    |
| 1999                  | Светско првенство у дворани     | Маебаши, Јапан             | 4       | 60 м препоне  | 7,92     |